# Eskimo-aleutische Sprachen

Verbreitung der eskimo-aleutischen Sprachen

Die eskimo-aleutischen Sprachen bilden eine kleine Sprachfamilie, deren Idiome von etwa 105.000 Menschen in Nordostsibirien, Alaska, Nordkanada und Grönland gesprochen werden. Zu den Eskimosprachen gehören das Inuktitut oder auch Eastern Eskimo, das im Norden Alaskas, in Kanada und Grönland verbreitet ist, sowie die Yupiksprachen im Westen Alaskas und in Sibirien. Der aleutische Zweig besteht aus der Einzelsprache Aleutisch. Das Eskimo und die Yupiksprachen bilden jeweils ein Dialektkontinuum.
Die heute oft verwendete Bezeichnung Inuit für alle Eskimovölker und Eskimosprachen ist falsch, da hierbei die Yupikvölker nicht berücksichtigt werden. Außerdem ist die früher für abwertend gehaltene Bezeichnung – sie stammt aus den Algonkin-Sprachen – in Wirklichkeit neutral: sie bedeutet nicht – wie früher angenommen – Rohfleischesser, sondern eher Schneeschuh-Knüpfer.

## Klassifikation
Nach der aktuellen Literatur (u. a. Campbell 1997, Mithun 1999, Holst 2005) lassen sich die sechs Eskimosprachen und das Aleutische wie folgt klassifizieren:
- Eskimo-Aleutisch
  - Eskimo[2]
    - Inuit oder Inupiaq-Inuktitut oder auch Eastern Eskimo
      - Inuktitut (Inupiaq-Inuktitut) (86.000)
Dialektgruppen: Imaklik (Ratmanow-Insel, Sibirien), Inupiaq oder Inupiatun (Nord-Alaska, 10.000), Siglitun (West-Kanada, 4.000), Inuinnaqtun, Inuktitut (Ost-Kanada, 14.000), Inuktun (Nordgrönland), Grönländisch oder Kalaallisut (Grönland, 58.000)

    - Yupik oder Western Eskimo
      - Alaska-Yupik
        - Zentral-Alaska-Yupik (17.000)
Dialekte: General Central Yupik inkl. Yukon-Kuskokwim, Egegik, Hooper-Bay-Chevak, Nunivak, Norton Sound
        - Pazifik-Golf-Yupik (Alutiiq, Suk, Sugpiaq) (100)
Dialekte: Chugach, Koniag

      - Sibirisch-Yupik oder Yuit
        - Chaplino-Naukan
          - Chaplino (Zentral-Sibirisch-Yupik) (1.100)
Dialekte: Chaplinski, St Lawrence Island
          - Naukan (Naukanski) (75)

        - Sirenik
          - Sirenik (Sirenikski) † seit 1997 ausgestorben

  - Aleutisch
    - Aleutisch (Unangan) (500, ethnisch 2.000)
Dialekte: West = Attuan = Atkan, Ost = Unalaska

Die Sprecherzahlen stammen aus Ethnologue 2009 und Holst 2005. Der Verwandtschaftsgrad der Eskimo-Sprachen untereinander ist etwa mit dem der romanischen Sprachen vergleichbar; das Aleutische verhält sich zu den Eskimo-Sprachen ungefähr wie eine baltische Sprache zu den romanischen Sprachen (Einschätzung nach Holst 2005).
Die Darstellung in Ethnologue, dass das Inuit in fünf separate Sprachen zerfällt – von denen dann jeweils zwei sogar zu Makrosprachen zusammengefasst werden –, wird in der Fachliteratur nicht geteilt.

## Externe Beziehungen

### Tschuktscho-Kamtschadalisch
Eine besondere genetische Nähe der sibirischen tschuktscho-kamtschadalischen Sprachen und der eskimo-aleutischen Sprachen wurde von einer Reihe von Forschern angenommen, ist aber nie wirklich nachgewiesen worden. Diese These wurde im größeren Zusammenhang der eurasiatischen Makrofamilie von Joseph Greenberg wiederbelebt.

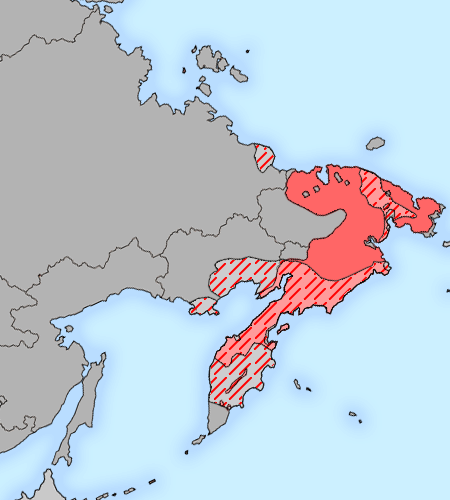
Verbreitung der tschuktscho-kamtschadalischen Sprachen im 17. Jahrhundert (rot schraffiert) und im 20. Jahrhundert (rot)

### Eurasiatisch
Nach Joseph Greenberg (2001) stellen die eskimo-aleutischen Sprachen eine Komponente seiner hypothetischen eurasiatischen Makrofamilie dar.
Nach Greenbergs Amerika-Theorie (1987) repräsentieren die eskimo-aleutischen Sprachen, die Na-Dené-Sprachen und der ganze Rest der indigenen amerikanischen Sprachen (zusammengefasst unter der Bezeichnung Amerind) die drei genetisch unabhängigen indigenen Sprachfamilien Amerikas, die auch separaten Einwanderungswellen von Nordostsibirien entsprechen.

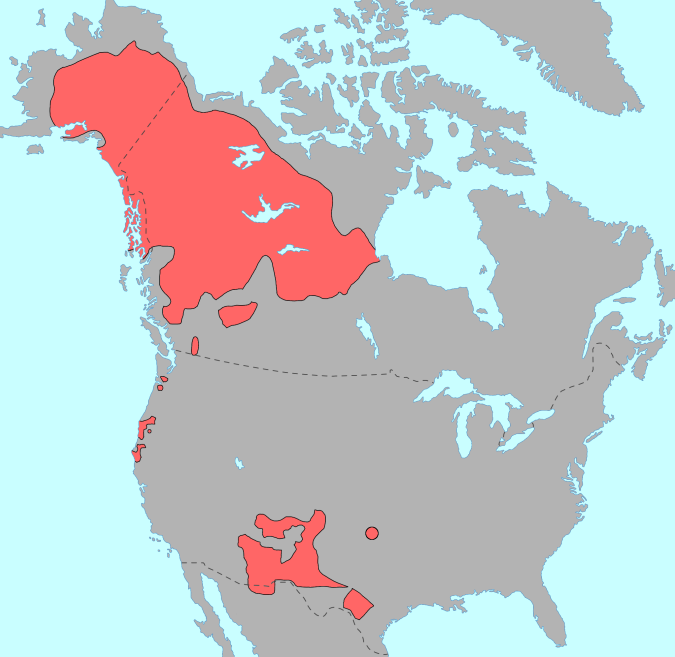
Verbreitung der Na-Dené-Sprachen

### Wakashan-Sprachen

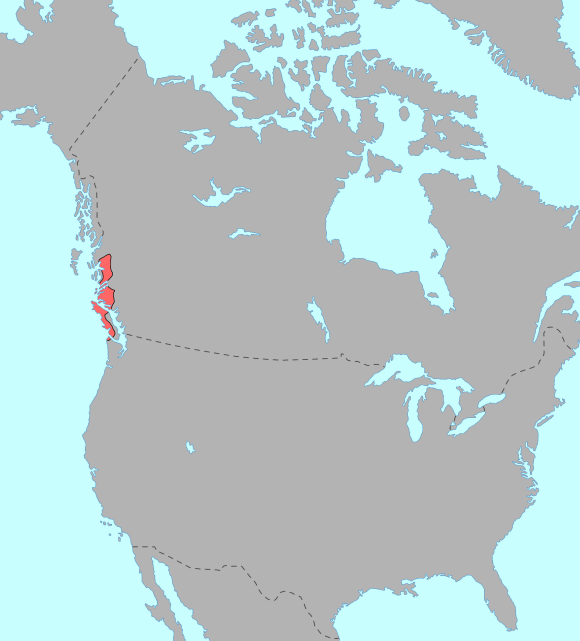
Verbreitung der Wakash-Sprachen

Nach neueren Theorien (z. B. Holst 2005) sind die eskimo-aleutischen Sprachen mit den Wakash-Sprachen genetisch verwandt. Holst begründet das durch eine Liste von 62 Wortgleichungen und die Herleitung einiger Lautgesetze. Diese Beziehung überschreitet die von Joseph Greenberg gezogene Grenze zwischen den eskimo-aleutischen und den Amerind-Sprachen und wäre – falls sie sich bestätigen lässt – ein starkes Argument gegen Greenbergs grundsätzliche Einteilung der amerikanischen Sprachen in die drei Gruppen Eskimo-Aleutisch, Na-Dene und Amerind.

## Sprachliche Eigenschaften
Die eskimo-aleutischen Sprachen haben eine agglutinierende Morphologie und sind polysynthetisch. Die Wort- und Formenbildung erfolgt durch Serien von Suffixen. Die Grundwortstellung ist SOV (Subjekt – Objekt – Verb). Die Eskimo-Sprachen sind ergativisch, das Agens eines transitiven Verbums wird durch den Ergativ, das Agens eines intransitiven Verbs und das Patiens („das Objekt“) des transitiven Verbes durch den Absolutiv gekennzeichnet. (Da der Ergativ auch noch die Funktion des Genitivs übernimmt, wird er in den Grammatiken der Eskimo-Sprachen meist Relativ genannt.) Beim Aleutischen ist die Frage der Ergativität bisher nicht eindeutig geklärt. Das Substantiv geht seinen bestimmenden Ergänzungen (Attributen) voraus, allerdings steht der Genitiv vor seinem Substantiv („des Mannes Haus“). Es werden Postpositionen (keine Präpositionen) verwendet. Wegen der polysynthetischen Struktur ist die Unterscheidung der Kategorien Wort und Satz problematisch.
Die eskimo-aleutischen Sprachen besitzen – im Gegensatz zu den benachbarten Sprachen Nordasiens – keine Vokalharmonie. Die Kategorie Genus existiert nicht, es werden keine Artikel verwendet. Die 1. Person Plural unterscheidet nicht – wie die Mehrzahl benachbarter Indianersprachen – zwischen inklusiven und exklusiven Formen (je nachdem, ob der Angesprochene mit einbezogen wird oder nicht). Die Wortart Adjektiv existiert nicht, sie wird durch Partizipien von Zustandsverben ersetzt.
Es ist ein weit verbreiteter Irrtum, dass die eskimo-aleutischen Sprachen zahlreiche Wörter für Schnee hätten. Das Gerücht wurde 1940 von Benjamin Lee Whorf in die Welt gesetzt. Diese Angaben wurden von Anderen – auch in reputablen Publikationen wie den Wissenschaftsseiten der New York Times – offenbar ungeprüft übernommen und um frei geschätzte Zahlenangaben ergänzt, was in gleicher Weise weiter zitiert wurde, bis dass von „vier Dutzend“, „hundert“, oder gar „zweihundert“ verschiedenen angeblich vorhandenen Wortstämmen zu lesen war. Tatsächlich gibt es beispielsweise im Westgrönländischen nur zwei Wörter für Schnee: qanik »Schnee in der Luft, Schneeflocke« und aput »Schnee auf dem Boden«.

## Einige Beispiele aus dem grönländischen Inuit

### Zur Ergativkonstruktion
- aŋut sinip-pu-q „der Mann schläft“ (aŋut „Mann“ ist Absolutiv, das Verb intransitiv)
- anna-q sinip-pu-q „die Frau schläft“ (anna-q „Frau“ ist Absolutiv)

- aŋuc-ip anna-q taku-va-a „der Mann sieht die Frau“ (aŋuc-ip ist Ergativ, anna-q Absolutiv als Objekt des transitiven Verbs)
- anna-p aŋut taku-va-a „die Frau sieht den Mann“

Im Plural gibt es keine Unterscheidung zwischen den Formen des Absolutivs und Ergativs:
- aŋuc-it sinip-pu-t „die Männer schlafen“
- anna-t sinip-pu-t „die Frauen schlafen“

- aŋuc-it anna-t taku-va-at „die Männer sehen die Frauen“
- anna-t aŋuc-it taku-va-at „die Frauen sehen die Männer“

### Zur Genitivbindung
Die Formen des Ergativs und Genitivs fallen im Grönländischen zusammen, weswegen man diesen Fall zusammenfassend Relativ nennt. Der Genitivbezug wird doppelt gekennzeichnet: einmal durch die Verwendung des vorangestellten Relativs (Genitivs), zusätzlich durch ein Possessivsuffix am Besitz. (Vergleichbar ist die umgangssprachliche deutsche Bildung „dem Mann sein Haus“, nur dass hier der Dativ für den Besitzer verwendet wird.)
- aŋuc-ip illuv-a „das Haus des Mannes“ (aŋuc-ip ist vorangestellter Relativ „des Mannes“, -a Possessivsuffix der 3. Person, illu Haus, -v- Epenthese zur Vermeidung eines Hiaten)
- anna-p illuv-a „das Haus der Frau“